# Naujoji Akmenė
Naujoji Akmenė est une ville nouvelle créée en 1952 et le chef-lieu du district d'Akmenė inclus dans l'apskritis de Šiauliai en Lituanie. Son nom signifie « nouvelle Akmenė ». La ville possède sur son territoire une cimenterie.